# Sopronkőhida
Sopronkőhida er en landsby i det nordvestlige Ungarn, 4 km nord for Sopron og 5 km fra grænsen til Østrig.
Byen er kendt for sit militærfængsel, hvor modstandere af det regerende Pilekorsparti frem til 1944 blev indespærret, torteret og henrettet. Berømte fanger som general Vilmos Nagy de Nagybaczon og Endre Bajcsy-Zsilinszky sad indespærret her, og Bajcsy-Zsilinszky også henrettet her i slutningen af 1944. Under processen efter 2. verdenskrig sad de anklagede fra Mauthausen-Gusen koncentrationslejrkomplekset i varetægt i fængslet her frem til 1947. Fra 1951 blev fængselsbygningerne brugt af forskellige virksomheder.
19. august 1989 fandt Den paneuropæiske picnic sted ved den østrigske grænse. Her slap flere hundrede østtyskere til Vesteuropa, og senere samme år faldt Jerntæppet.